# Terra violenta
Terra violenta (titolo originale Cimarron Rose) è un romanzo dello scrittore statunitense James Lee Burke del 1997, vincitore dell'Edgar Award 1998. In Italia è stato pubblicato nel 2000, nella collana Il Giallo Mondadori, con il numero 2669. È il primo romanzo di Burke che vede per protagonista l'avvocato Billy Bob Holland.

## Trama
Billy Bob Holland è un avvocato di una cittadina del Texas, Deaf Smith. La comunità del paese viene sconvolta dallo stupro e dall'omicidio della giovane Roseanne Hazlitt. La ragazza viene ritrovata agonizzante in un bosco, a pochi passi da lei vi è un altro giovane in stato di incoscienza, Lucas Smothers. Il ragazzo viene subito incarcerato per l'omicidio della ragazza, con prove schiaccianti a suo carico. 
 Holland, che è legato al ragazzo da un legame di sangue mai accertato, prende le sue difese e comincia ad indagare in quello che si rivela un intricato caso a base di droga e altri traffici illeciti.

## Personaggi
- Billy Bob Holland : avvocato
- Temple Carrol : collaboratrice di Holland
- Garland T.Moon: ex galeotto
- Lucas Smothers: giovane musicista accusato di omicidio
- Vernon Smothers: padre di Lucas
- Darl Vanzandt: rampollo dell'East End
- Jack e Emma Vanzandt: genitori di Darl
- Mary Beth Sweeney: agente federale in incognito
- Marvin Pomroy: procuratore distrettuale
- Bunny Vogel: ex stella di football
- Pete: ragazzino accudito da Billy Bob
- Virgil Morales: musicista di una nota band locale
- Jamie Lake: ragazza che ha un flirt con Virgil
- Felix Ringo: collaboratore dei federali
- L.Q. Navarro: ex collega deceduto di Billy Bob
- Roseanne Hazlitt: la vittima

## Edizioni
- James Lee Burke, Terra violenta, traduzione di Stefano Bortolussi, Il Giallo Mondadori n. 2669, Arnoldo Mondadori Editore, 2000,  p. 328.